# Jürgen Thiel
Jürgen Thiel (* 27. März 1937 in Kaukehmen, Ostpreußen) ist ein ehemaliger deutscher Wasserballspieler, der bis 1968 international für die Deutsche Demokratische Republik aktiv war.

## Karriere
Thiel begann mit 13 Jahren mit dem Training für Schwimmen und Wasserball bei der BSG Motor Eisenach. In den Folgejahren schaffte er den Sprung in den Spitzensport und später Kapitän der DDR-Nationalmannschaft der Wasserballer bei den Olympischen Spielen 1968 in Mexiko-Stadt. Darüber hinaus zählte er für mehrere Jahre zu den besten Schwimmern der DDR. Seine beste Disziplin waren die 400 und 1500 Meter Freistilschwimmen, in denen er mehrmals die Finals der deutschen Meisterschaften erreichte. Mehrere Jahre betrieb er beide Sportarten im Wettkampf parallel.
Thiel wechselte mit 17 Jahren zum Schwimmerschwerpunkt nach Arnstadt. Dort wurde er DDR-Vizemeister im 400 und 1500 Meter Freistilschwimmen und gehörte seitdem der DDR-Nationalmannschaft im Schwimmen an. Über den SC Karl-Marx-Stadt kam er 1957 nach Magdeburg, wo er die Gelegenheit zur höheren Qualifizierung in seinem Beruf bekam, und schloss sich dem SC Aufbau Magdeburg an. Hier fällte er kurz vor den Wasserball-Europameisterschaften 1958 in Budapest seine endgültige Entscheidung für den Wasserballsport. Die Wasserballmannschaft des Sportclubs Aufbau Magdeburg, der damalige nationale Meister, hatte nur Platz für Spieler mit Perspektive und erkennbarem Leistungsvermögen. Trotz seiner nicht besonderen Körpergröße erreichte Thiel wegen seines besonderen Schwimmvermögens die Top-Kombination von Kraft, Stärke und Können.
Thiel errang mit der Wasserballmannschaft Magdeburgs zahlreiche Meistertitel und nahm von 1958 bis 1989 an allen Wasserball-Europameisterschaften, Wasserball-Weltmeisterschaften sowie an den Olympischen Sommerspielen 1964 in Tokio und 1968 in Mexiko-Stadt teil. Zur Teilnahme einer gesamtdeutschen Wasserballmannschaft an der Sommerolympiade in Tokio gab es zwei Ausscheidungsspiele, die am 16. Mai in der Elbeschwimmhalle in Magdeburg und am 24. Mai 1964 in der Wuppertaler Schwimmoper stattfanden. Das erste Spiel gewann die DDR-Auswahl mit 3:1, während das zweite Spiel 1:1 endete. Damit war die DDR-Wasserballmannschaft direkt für Tokio qualifiziert, wo sie den 6. Platz belegte.
Im Jahr 1966 gewann Thiel mit der DDR-Nationalmannschaft bei der Wasserball-Europameisterschaft in Utrecht die Silbermedaille.
Auf dem Höhepunkt des Leistungsstands des Wasserballs in der DDR beschloss 1968 der Deutsche Turn- und Sportbund [DTSB], neben Hockey, Basketball und einigen anderen Sportarten auch Wasserball aus der Förderung des Leistungssports auszuschließen, infolgedessen Wasserball reiner Volkssport wurde. Damit endeten auch die internationalen Einsätze von Jürgen Thiel. Stattdessen übernahm er nach der Wende von 1990 bis 1991 das Ehrenamt des Wasserballwartes im neugegründeten
„Landesschwimmverband Sachsen-Anhalt e. V.“
Mit über 150 Länderspieleinsätzen zählt Thiel zu den Nationalspielern mit den meisten Einsätzen in der DDR-Wasserballnationalmannschaft.

## Ehrungen

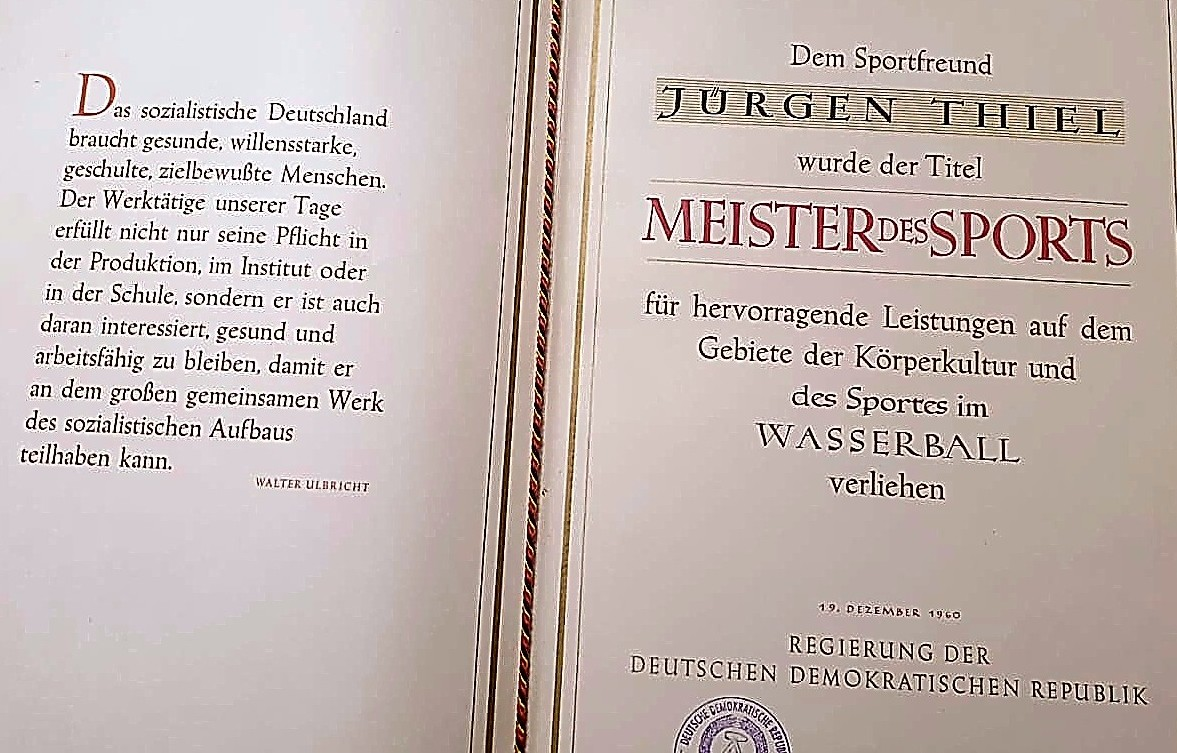
Meister des Sports
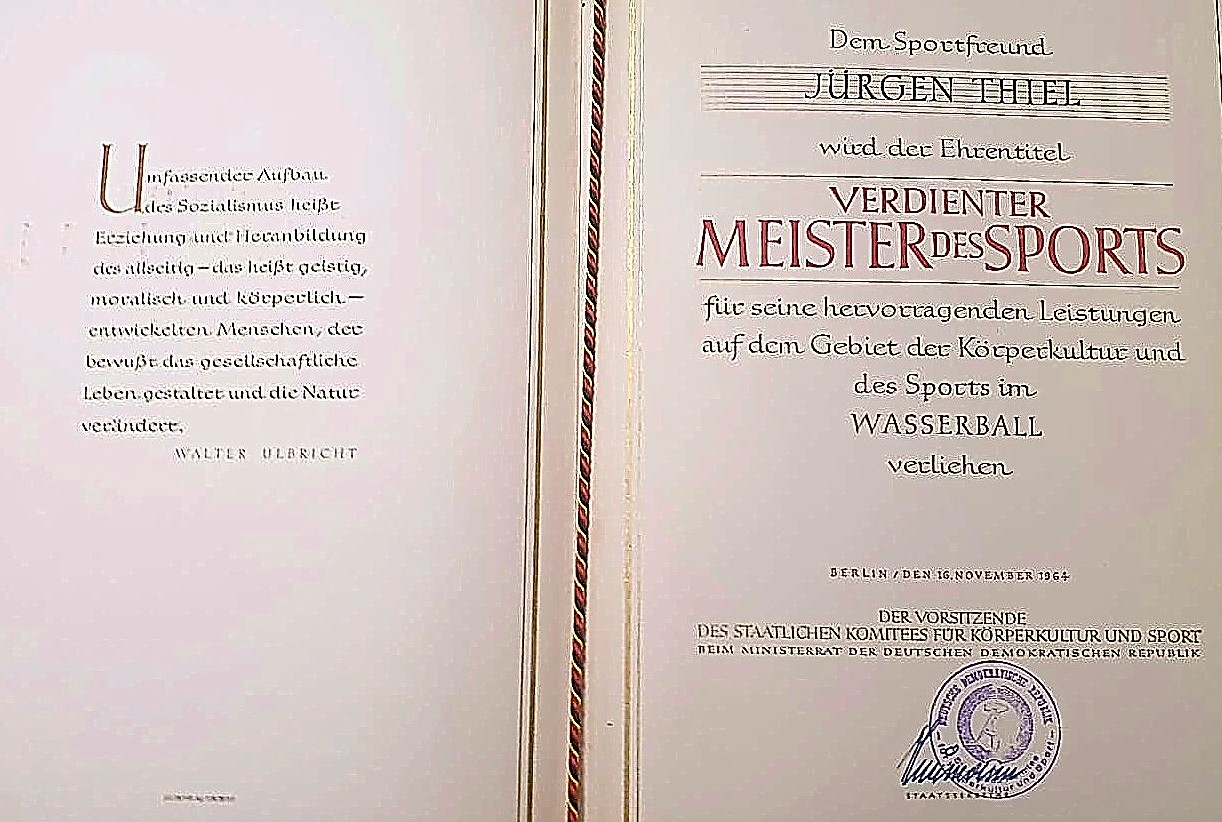
Verdienter Meister des Sports

Nach den Olympischen Sommerspielen 1964 in Tokio wurde Jürgen Thiel am 16. November 1964 die staatliche Auszeichnung Verdienter Meister des Sports verliehen, nachdem er bereits am 19. Dezember 1960 mit dem Titel Meister des Sports ausgezeichnet worden war.

## Sonstiges
Thiel war verheiratet mit Anneliese, geborene Schneider (1935–2019), die für viele Jahre zu den führenden Rückenschwimmerinnen der DDR zählte und mehrere Male DDR-Meisterin, Rekordhalterin und bis 1959 Kapitänin des Nationalschwimmteams der DDR war. Das Ehepaar hat zwei Kinder.